# Alliance pour le climat, les communautés et la biodiversité
L'alliance pour le climat, les communautés et la biodiversité (Climate, Community & Biodiversity Alliance, CCBA) est une initiative conduite par Conservation International, CARE, The Nature Conservancy, Rainforest Alliance, and the Wildlife Conservation Society pour promouvoir un développement et des activités de gestion des territoires qui sont bénéfiques à la fois pour le climat, les communautés locales et indigènes, et la biodiversité.